# Eline Berger
Eline Berger (Heythuysen, 28 de marzo de 1997) es una deportista neerlandesa que compite en remo como timonel.
Ganó una medalla de bronce en el Campeonato Europeo de Remo de 2021, en la prueba de ocho con timonel. Participó en los Juegos Olímpicos de Tokio 2020, ocupando el quinto lugar en Tokio 2020, en la misma prueba.

## Palmarés internacional
| Campeonato Europeo | Campeonato Europeo | Campeonato Europeo | Campeonato Europeo |
| Año                | Lugar              | Medalla            | Prueba             |
| ------------------ | ------------------ | ------------------ | ------------------ |
| 2021               | Varese (Italia)    | Medalla de bronce  | Ocho con timonel   |